# Jordan EJ13
Der Jordan EJ13 war der Formel-1-Rennwagen von Jordan Grand Prix für die Saison 2003. Er ist eine Evolution des Jordan EJ12 aus dem Vorjahr und das insgesamt dreizehnte Fahrzeug von Jordan Grand Prix in der Formel 1. Zudem ist er der erste Wagen von Jordan, der über eine Motorisierung von Ford-Cosworth verfügt.

## Allgemeines
Das Jahr 2003 markierte den Beginn des endgültigen Niedergangs von Jordan Grand Prix. Viele große Sponsoren hatten das Team Ende 2002 verlassen und es komplett von den Zahlungen des Tabakunternehmens Benson & Hedges abhängig gemacht. Zudem hatte auch Motorenlieferant Honda gemeinsam mit Fahrer Takuma Satō dem Team den Rücken gekehrt und war zu British American Racing abgewandert, welches schon seit Jahren als de-facto Werksteam angesehen wurde. Dies führte dazu, dass Jordan bereits ein Jahr alte Cosworth-Motoren des Typs CR-4 kaufen musste, die unter dem Namen des Nebensponsors Ford als „RS-1“ eingesetzt wurden. Der EJ13 wurde aus dem Vorjahreswagen Jordan EJ12 weiterentwickelt und an die neuen Regularien der FIA angepasst.
Wie bereits erwartet wurde, war der Jordan EJ13 nicht konkurrenzfähig. Trotz der neu eingeführten Punkteregeln, bei denen nun die ersten acht anstelle der ersten sechs Plätze Punkte einbrachten, konnte das Team nur drei Mal überhaupt diese Positionen erreichen. Ralph Firman wurde in Spanien Achter, Giancarlo Fisichella in den USA Siebter. Trotzdem gelang es Jordan, wenn auch unter besonderen Bedingungen, noch ein Rennen zu gewinnen. Fisichella lag während des Großen Preises von Brasilien bereits deutlich hinter Kimi Räikkönen, konnte jedoch nach einem Fahrfehler des Finnen die Führung übernehmen. Infolge zweier schwerer Unfälle von Mark Webber und Fernando Alonso wurde das Rennen einige Runden vor Schluss abgebrochen. Nachdem ursprünglich Räikkönen als Sieger geehrt wurde, stellte sich heraus, dass der Zwischenstand von einer Runde später als Rennergebnis zu gelten hat, woraufhin der Italiener einige Tage später von der FIA zum Sieger erklärt wurde. Beim Großen Preis von San Marino zwei Wochen später tauschten Fisichella und Räikkönen auf dem Podium demonstrativ die Trophäen für Brasilien aus.
Im Juni 2003 verklagte Teamchef Eddie Jordan den Mobilfunk-Giganten Vodafone auf 150 Mio. Pfund Schadenersatz, da das Unternehmen die Zustimmung zu einem Sponsorenvertrag 2003 verbal gegeben habe, dann aber nur Ferrari finanziell unterstützte. Im August gleichen Jahres wurde die Anklage von Jordan mit der Zusage zurückgezogen, alle Kosten zu übernehmen. Das Team geriet so in noch größere finanzielle Probleme, von denen es sich nicht mehr erholen sollte.

## Technik
Technischer Direktor der Fahrzeugentwicklung war Neuzugang Henri Durand. Unterstützt wurde er dabei von Chefaerodynamiker Nicolò Petrucci sowie Chefkonstrukteur John McQuilliam. Wie schon von 1999 bis 2001 verwendete das Team Benzin von Elf Aquitaine und weiterhin Bereifung von Bridgestone.
Wie schon in den Vorjahren verwendete Jordan ein selbstentwickeltes Sieben-Gang-Getriebe mit Rückwärtsgang. Neu war der Ford-Cosworth-Motor. Wegen Geldproblemen war das Team gezwungen, den bereits ein Jahr zuvor von Arrows und Jaguar verwendeten Cosworth CR-4 einzusetzen. Dieser wurde unter dem Namen des Nebensponsors und Cosworth-Haupteigners Ford als „RS-1“ geführt, hatte jedoch praktisch keine Veränderung erfahren. Der Zehnzylinder-V-Motor mit 72 Grad Zylinderbankwinkel hatte 2.998 cm³ Hubraum und entwickelte bis zu 595 kW (810 PS) bei 17.500 Umdrehungen pro Minute. Der Motor war die Hauptschwachstelle des Wagens – Ferrari setzte 2003 zum Vergleich einen Motor mit über 632 kW (860 PS) bei 18.700/min ein. Der Motorblock war aus Aluminium gefertigt. Er wog komplett inklusive aller Teile 105 kg und war einer der schwächsten Motoren im Feld. Das Chassis in Schalenbauweise (Monocoque) bestand aus kohlenstofffaserverstärktem Kunststoff, die Räder waren einzeln an Doppelquerlenkern aufgehängt, Federn und Stoßdämpfer lagen innen und wurden über Schubstangen betätigt.

## Sponsoren und Lackierungen
Die Grundfarbe des Autos war wie schon in den Vorjahren gelb; Front- und Heckflügel, T-Cam sowie Seitenkästen waren schwarz. Hauptsponsor blieb die Tabakmarke Benson & Hedges, die auf beiden Flügeln, der Nase, den Seitenkästen und auf den Fahrerhelmen warb, auch wenn sie nur noch einen Bruchteil der Mittel bereitstellte, die z. B. für 2000 und 2001 bereitstanden. Weitere Sponsoren waren Schmieröllieferant Liqui Moly, Motorenlieferant Ford sowie Brother.
In Ländern, in denen das Bewerben von Tabakwaren nicht erlaubt war, wurde der Schriftzug Benson & Hedges durch „Be On Edge“ (engl. für „sei gereizt“) ersetzt.

## Fahrer
Giancarlo Fisichella blieb als erster Fahrer an Bord. Er steuerte das Fahrzeug mit der Startnummer 11 und brachte dem Team insgesamt zwölf von dreizehn Punkten ein. Sein Teamkollege war Ralph Firman, der den zweiten Wagen mit der Startnummer 12 pilotierte. Dieser wurde nach einem schweren Unfall beim Großen Preis von Ungarn für zwei Rennen von Zsolt Baumgartner, dem ersten Ungarn in der Formel 1, vertreten und kehrte für die letzten beiden Rennen ins Cockpit zurück. Baumgartner war ebenfalls einer von drei Testfahrern – seine Testfahrerkollegen waren Satoshi Motoyama und Björn Wirdheim.
Im Qualifingduell war Fisichella bei vierzehn von sechzehn Rennen seinen Teamkollegen überlegen. Am Ende des Jahres verließen sowohl Giancarlo Fisichella, der nach zwei Jahren bei Jordan zu Sauber Motorsport ging, als auch Ralph Firman, der seine Formel-1-Karriere beendete, das Team. Auch die drei Testfahrer verlängerten ihren Vertrag nicht.

## Ergebnisse
| Fahrer               | Nr.                  | 1   | 2   | 3   | 4   | 5   | 6   | 7  | 8   | 9  | 10  | 11  | 12  | 13  | 14 | 15  | 16  | Punkte | Rang |
| -------------------- | -------------------- | --- | --- | --- | --- | --- | --- | -- | --- | -- | --- | --- | --- | --- | -- | --- | --- | ------ | ---- |
| Formel-1-Saison 2003 | Formel-1-Saison 2003 |     |     |     |     |     |     |    |     |    |     |     |     |     |    |     |     | 13     | 9.   |
| G. Fisichella        | 11                   | 12  | DNF | 1   | 15  | DNF | DNF | 10 | DNF | 12 | DNF | DNF | 13  | DNF | 10 | 7   | DNF | 13     | 9.   |
| R. Firman            | 12                   | DNF | 10  | DNF | DNF | 8   | 11  | 12 | DNF | 11 | 15  | 13  | DNF |     |    | DNF | 14  | 13     | 9.   |
| Z. Baumgartner       | 12                   |     |     |     |     |     |     |    |     |    |     |     |     | DNF | 11 |     |     | 13     | 9.   |

| Legende  | Legende            | Legende                                                          |
| Farbe    | Abkürzung          | Bedeutung                                                        |
| -------- | ------------------ | ---------------------------------------------------------------- |
| Gold     | –                  | Sieg                                                             |
| Silber   | –                  | 2. Platz                                                         |
| Bronze   | –                  | 3. Platz                                                         |
| Grün     | –                  | Platzierung in den Punkten                                       |
| Blau     | –                  | Klassifiziert außerhalb der Punkteränge                          |
| Violett  | DNF                | Rennen nicht beendet (did not finish)                            |
| Violett  | NC                 | nicht klassifiziert (not classified)                             |
| Rot      | DNQ                | nicht qualifiziert (did not qualify)                             |
| Rot      | DNPQ               | in Vorqualifikation gescheitert (did not pre-qualify)            |
| Schwarz  | DSQ                | disqualifiziert (disqualified)                                   |
| Weiß     | DNS                | nicht am Start (did not start)                                   |
| Weiß     | WD                 | zurückgezogen (withdrawn)                                        |
| Hellblau | PO                 | nur am Training teilgenommen (practiced only)                    |
| Hellblau | TD                 | Freitags-Testfahrer (test driver)                                |
| ohne     | DNP                | nicht am Training teilgenommen (did not practice)                |
| ohne     | INJ                | verletzt oder krank (injured)                                    |
| ohne     | EX                 | ausgeschlossen (excluded)                                        |
| ohne     | DNA                | nicht erschienen (did not arrive)                                |
| ohne     | C                  | Rennen abgesagt (cancelled)                                      |
| ohne     | keine WM-Teilnahme |                                                                  |
| sonstige | P/fett             | Pole-Position                                                    |
| sonstige | 1/2/3/4/5/6/7/8    | Punktplatzierung im Sprint-/Qualifikationsrennen                 |
| sonstige | SR/kursiv          | Schnellste Rennrunde                                             |
| sonstige | *                  | nicht im Ziel, aufgrund der zurückgelegten Distanz aber gewertet |
| sonstige | ()                 | Streichresultate                                                 |
| sonstige | unterstrichen      | Führender in der Gesamtwertung                                   |